# Ho-103重機槍
Ho-103重機槍（日語：ホ103 一式十二・七粍固定機関砲），是第二次世界大戰期間大日本帝國陸軍的航空機關槍。

## 研製
1930年代的日本戰機武器口徑全為7.7公厘，但是在1939年諾門罕事件中日軍了解到7.7公厘子彈對新型戰機威力不足。日本帝國陸軍航空本部下令研製取代7.7公厘機槍的12.7公厘機炮（日語：試製十二・七粍固定機関砲），日軍委託了三間廠商進行研製，槍枝代號分別為
- Ho-101：八九式機槍放大口徑，由小倉兵工廠研發
- Ho-102：SAFAT機槍仿製版本，由陸軍名古屋兵工廠研發
- Ho-103：白朗寧M2重機槍仿製版本，由中央工業研發
- Ho-104：Ho-101的防禦機槍版本

雖然競爭廠商有三種型號，但是SAFAT機槍的研製原型一樣是M2重機槍，因此這個競爭實際上是兩種設計對決。1940年，陸軍審查認為Ho-103較Ho-102優秀，決定採用中央工業方案，1941年Ho-103正式受與「一式機關炮」（一式十二・七粍固定機関砲）的稱號；但是中央工業的仿製技術不佳，因此無法比照美國原版左右兩側皆可給彈。日本版本左側進彈稱為「甲砲」，右側進彈稱為「乙砲」。
一式重機槍使用口徑相等，裝藥較少的義大利子彈，威力雖然劣於美國原裝版本，但槍身重量亦較為輕盈，適合配備給重量較輕的日軍戰機上。但最佳射擊距離與火力上也較為居劣。
而日本帝國海軍以類似架構仿製了三式重機槍，則使用了日本海軍在船艦高射機槍上一脈使用的13.2 x 96公厘子彈，火力上逼近美國原版，但是在全軍後勤支援上便出現重複投資的不利情形。

## 彈藥
Ho-103使用的彈藥主要為五種：一式弋光穿甲彈、一式普通彈、一式曳光彈、Ma-102（燒夷彈）、Ma-103（榴彈），彈頭重量均為36.5公克。在彈藥配比上，實戰主要是弋光穿甲彈、燒夷彈、榴彈三種子彈混搭；一式穿甲曳光彈的威力可在300公尺外穿透12公厘鋼板。
日本購入SAFAT機槍之餘，也引進了12.7 x 81mm子彈的生產授權，一併導入了12.7mm榴彈。其它國家的榴彈都在20公厘以上的機炮彈藥上才有配備，僅義大利研發出以12.7公厘子彈尺寸的重機槍用榴彈。但義大利原版的引爆機制是機械引信，日本因工業生產精度不足，產製的榴彈常出現提前誘爆，甚至是在槍機中即膛炸。日本在1943年研改出氣壓引信，又稱無撞針引信，其設計是在彈頭前端以薄金屬披覆，彈頭內預留一段有空洞，在子彈打到目標時金屬會受力變形，空洞內的氣體壓縮，觸發點火機制，引爆榴彈。
此後彈藥的安全性大增，同時因為簡化了引爆結構，產製成本與產能也隨之提高，同樣原理的設計也被海軍導入使用。而重機槍用榴彈配備前線後，也讓帝國陸軍的戰機在對抗轟炸機時不至於事倍功半，尤其對B-24轟炸機這類機體抗損設計容餘較低的型號效果顯著。

## 使用

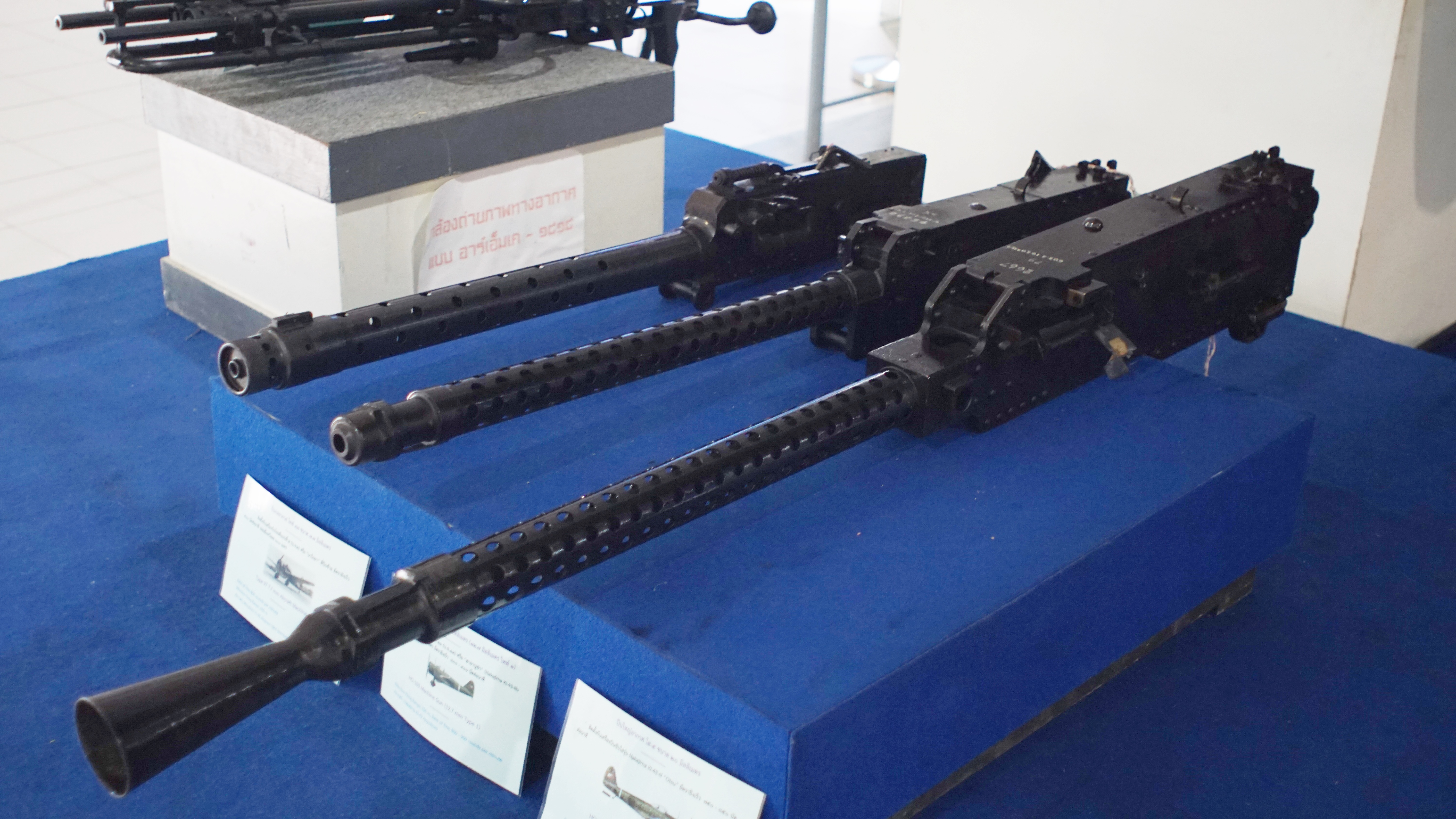
7.7毫米口徑九七式機槍（最遠），12.7毫米口徑Ho-103重機槍（中間）和Ho-5機炮（最近）

Ho-103重機槍為1942年以降量產的帝國陸軍戰機主力武器，固定式版本使用機種包括：
- 一式戰二型隼（機鼻，每挺270發）
- 二式戰二型丙鐘馗（機鼻，每挺250發）
- 三式戰一型乙飛燕（機翼，每挺250發）
- 四式戰一型甲疾風（機首，每挺350發）
- 五式戰一型（機翼，每挺250發）

轟炸機防禦機槍版本稱為一式十二・七粍旋回機関砲，也普遍配發在日軍1942年後的轟炸機上，部分早期型機種也會以現場改裝的方式整合，增強自衛火力。
但隨著美軍戰機性能的進步與戰場環境日益嚴峻，日軍的主力武器在1944年下半葉增強為20公厘機炮，12.7公厘重機槍逐漸降格為次要武器。但直到日本戰敗，此型空用機槍仍是日軍戰機的主力裝備之一。

## 外部連結
- 舊日本陸海軍航空槍炮發展史（页面存档备份，存于）